# Окён (кантон)
Окён (фр. и окс. Aucun) — кантон во Франции, находится в регионе  Юг — Пиренеи. Департамент кантона —  Верхние Пиренеи. Входит в состав округа Аржелес-Газост.
Код INSEE кантона 6503. Всего в кантон Окен  входят 10 коммун, из них главной коммуной является Окён.

## Коммуны кантона
| Коммуна         | Население, чел. (2010) | Почтовый индекс | Код INSEE |
| --------------- | ---------------------- | --------------- | --------- |
| Арбеост         | 90                     | 65560           | 65018     |
| Арренс-Марсу    | 725                    | 65400           | 65032     |
| Аррас-ан-Лавдан | 527                    | 65400           | 65029     |
| Арсизанс-Десю   | 101                    | 65400           | 65022     |
| Бён             | 147                    | 65400           | 65112     |
| Гайагос         | 113                    | 65400           | 65182     |
| Окён            | 260                    | 65400           | 65045     |
| Сирекс          | 68                     | 65400           | 65428     |
| Феррьер         | 111                    | 65560           | 65176     |
| Эстен           | 78                     | 65400           | 65169     |

## Население
Население кантона на 2007 год составляло 2 245 человек.
| 1962  | 1968  | 1975  | 1982  | 1990  | 1999  | 2006  |
| ----- | ----- | ----- | ----- | ----- | ----- | ----- |
| 2 649 | 2 308 | 2 043 | 2 017 | 1 990 | 1 999 | 2 217 |